# Ina Rosqvist
Alma Josefina (Ina) Rosqvist, född 22 december 1865 i Lovisa, död 11 september 1942 i Helsingfors, var en finländsk läkare.
Rosqvist avlade studentexamen 1885, blev filosofie kandidat 1888 och medicine licentiat 1896. Hon var en framstående tuberkulosläkare och var läkare vid Finlands första tuberkulosdispensär (en poliklinik vid Maria sjukhus i Helsingfors) 1905–1923 och var Helsingfors stads tuberkulosläkare 1923–1932. Hon författade skrifter i bakteriologi och immunologi.

## Utmärkelser
- Riddartecknet av Finlands Vita Ros’ orden,  1933[2]

[Redigera Wikidata]